# Nordafrikansk bandiller
Nordafrikansk bandiller (Poecilictis libyca eller Ictonyx libycus) är ett mårddjur i underfamiljen Mustelinae som antingen placeras som ensam art i släktet Poecilictis eller tillsammans med den nära släktingen bandiller i släktet Ictonyx.

## Utseende
Arten liknar skunkar i utseende men är inte närmare släkt med dessa. På ovansidan är pälsen vit med flera svarta strimmor, undersidan är svart. Även huvudet är svart men med vita mönster. Den jämförelsevis långa svansen är vit och yvig. Nordafrikansk bandiller når en kroppslängd av 20 till 28 centimeter, en svanslängd av 10 till 18 centimeter och vikten varierar mellan 200 och 600 gram.
Tandformeln är I 3/3 C 1/1 P 3/2-3 M 1/2.

## Utbredning
Som det svenska trivialnamnet antyder förekommer arten i norra Afrika. Utbredningsområdet sträcker sig från Marocko och Senegal till Egypten och Eritrea. Den lever i torra områden vid Saharas utkant. Artens utbredningsområde är dåligt känt men överlappar i vissa områden bandillerns utbredningsområde, exempelvis i norra Nigeria och i centrala och östra Sudan.
Arten delas in i fyra underarter:
- I. l. libycus, Algeriet, Marocko, Libyen, Tunesien
- I. l. multivittata, östra Tchad till centrala Sudan
- I. l. oralis, Egypten, Eritrea till norra Sudan
- I. l. rothschildi, Mauretanien till Nigeria

## Ekologi
Den nordafrikanska bandillern är nattaktiv och vilar på dagen i utgrävda bon. De livnär sig främst av ägg, små fåglar, mindre däggdjur och ödlor. När djuret blir hotat kan det liksom skunkar spruta en illaluktande vätska från sina analkörtlar.

## Status och hot
Arten har en stor population och bedöms inte som hotad.